# Biguá
O biguá (Nannopterum brasilianum), também chamado corvo-marinho, cormorão, pata-d'água, biguá-preto, biguaúna, imbiuá, mergulhão e miuá, é uma ave aquática da família Phalacrocoracidae de coloração majoritariamente preta com o dorso cinza. Ocorre em boa parte da região que vai do México à América do Sul, medindo cerca de 75 cm de comprimento e com coloração negra, saco gular amarelo e tarsos negros.

## Etimologia
"Biguá", "imbiuá" e "miuá" vêm do tupi mbi gwa, "pé redondo". "Biguaúna" veio do termo tupi para "biguá preto". "Corvo" vem do latim corvu.
O nome "biguá" foi selecionado como nome vernáculo técnico para a espécie pelo Comitê Brasileiro de Registros Ornitológicos.

## Descrição
O biguá carece da glândula uropigial, que libera substâncias que deixam as penas impermeáveis à água. A ausência da glândula proporciona uma vantagem ao biguá em relação aos outros pássaros, pois, na hora da caça, suas penas se molham, se tornam mais pesadas e retêm menos ar, fazendo com que ele mergulhe mais rapidamente. Para secar as asas, costuma mantê-las estendidas ao sol.

## Subespécies
São reconhecidas duas subespécies:

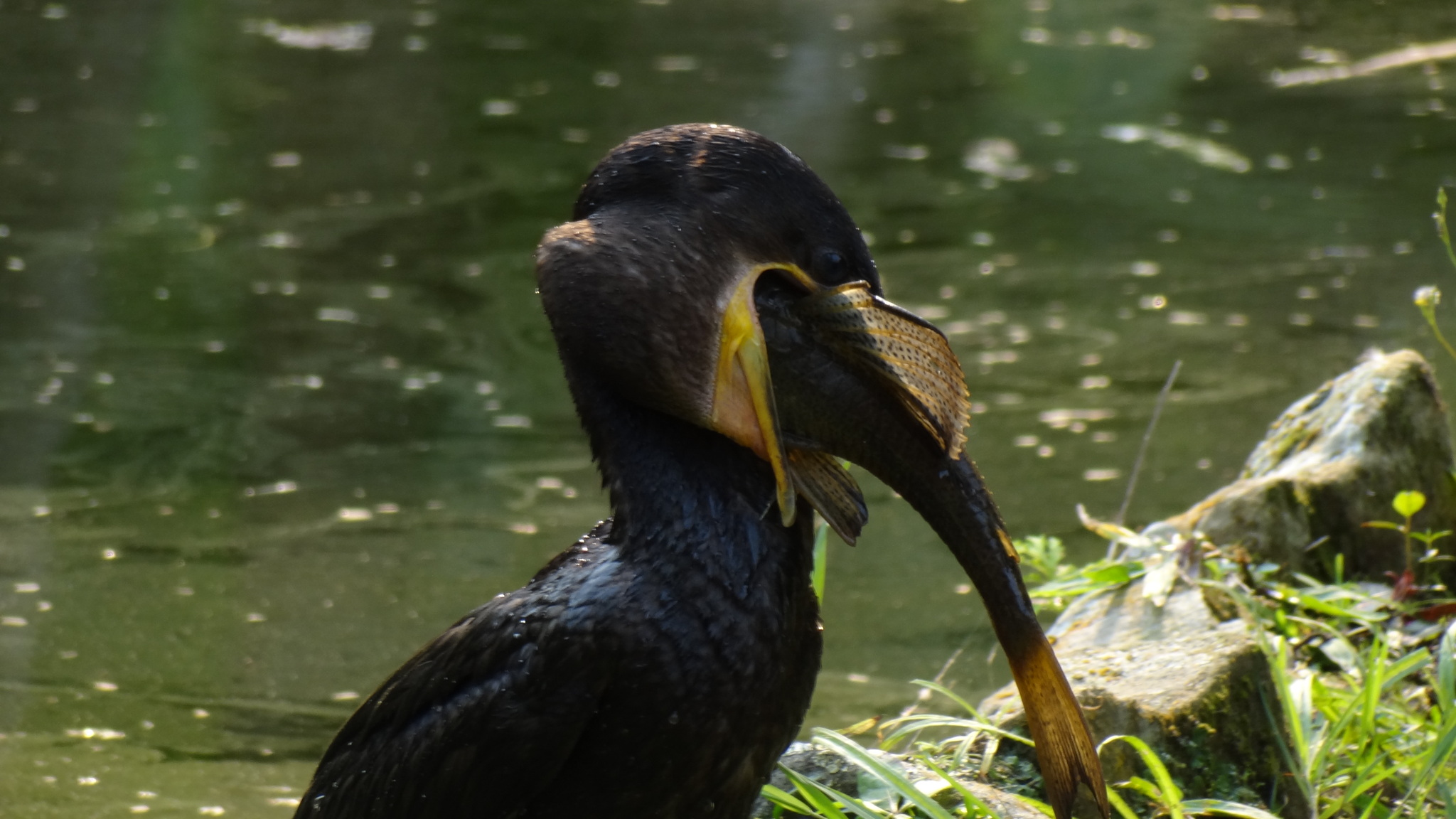
Biguá (N. b. brasilianus) comendo um peixe no Jardim Botânico do Rio de Janeiro.

- Nannopterum brasilianus brasilianus (Gmelin, 1789) - ocorre desde a Costa Rica até a Terra do Fogo;
- Nannopterum brasilianus mexicanus (Brandt, 1837) - ocorre desde os Estados Unidos até a Nicarágua, Bahamas, Cuba e na Ilha dos Pinheiros ou Ilha da Juventude.